# ERCC1
ERCC1（excision repair cross-complementation group 1）は、ヒトではERCC1遺伝子にコードされるタンパク質である。ERCC1はERCC4とともにERCC1-XPF複合体を形成し、DNA修復やDNA組換えに関与する。
ERCC1とERCC4はDNA修復時のパートナーであるため、これらの因子は多くの面について共に記載がなされている。ERCC1-XPF複合体は、DNAのヌクレオチド除去修復経路において必須となるヌクレアーゼである。ERCC1-XPFヌクレアーゼはDNA二本鎖切断の修復や、2本の鎖を連結する有害な架橋損傷の修復経路においても機能する。
ERCC1に不活化変異を有する細胞は、紫外線（UV）照射やDNA鎖間の架橋を行う化学物質など、特定のDNA損傷因子に対する感受性が正常細胞よりも高くなる。Ercc1に不活化変異を有する遺伝子改変マウスはDNA修復に欠陥がみられ、また代謝ストレス誘発性の生理的変化も伴うことで、早老が引き起こされる。Ercc1を完全に（ホモ接合型で）欠失したマウスは生存することができず、またヒトでもERCC1のホモ接合型欠失は見つかっていない。ヒト集団では、稀にERCC1の機能不全をもたらす遺伝的変異を有する個体がみられる。正常な遺伝子が存在しない場合、こうした変異はコケイン症候群やCOFS症候群などの疾患の原因となる場合がある。

## 遺伝子
ERCC1は、分子クローニングによって単離された、ヒトで最初のDNA修復遺伝子である。この遺伝子は、CHO細胞由来のUV感受性変異細胞株に対するヒトゲノム断片の導入を通じて同定された。この種間での遺伝的相補性を反映して、この遺伝子は"Excision repair cross-complementing 1"（ERCC1）と命名された。CHO細胞では複数の独立した相補群が単離されており、この遺伝子はcomplementation group 1の細胞でUV耐性を回復した。
ヒトのERCC1は、297アミノ酸からなる約32.5 kDaのタンパク質である。
ERCC1と同等の機能を持つERCC1に類似した遺伝子（オルソログ）は、他の真核生物のゲノムにも存在する。最もよく研究されているオルソログとしては、出芽酵母Saccharomyces cerevisiaeのRAD10、分裂酵母Schizosaccharomyces pombeのswi10+などがある。

## タンパク質

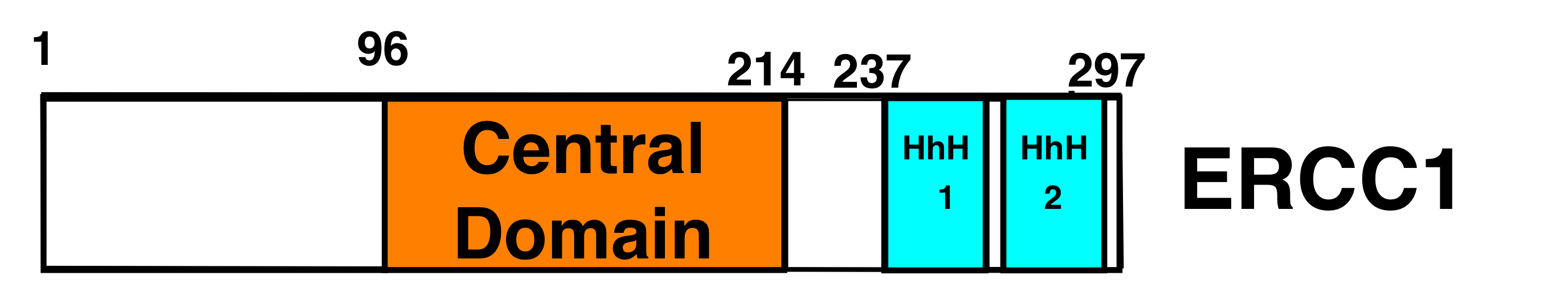
ERCC1のドメイン構造の模式図

1分子のERCC1と1分子のERCC4（XPF）が結合することで、活性型ヌクレアーゼであるERCC1-XPFヘテロ二量体が形成される。ERCC1-XPFヘテロ二量体においては、ERCC1がDNA-タンパク質間相互作用、タンパク質-タンパク質間相互作用を媒介している。XPFはエンドヌクレアーゼ活性部位を持ち、またDNA結合やタンパク質-タンパク質間相互作用に関与している。
ERCC4/XPFには2つの保存されたドメインが存在し、その間は低保存性領域によって隔てられている。N末端領域はDNAヘリカーゼスーパーファミリー2の保存されたドメインのいくつかとの相同性がみられるが、XPFはDNAヘリカーゼではない。C末端領域にはヌクレアーゼ活性の活性部位残基が位置している。ERCC1の大部分はXPFのC末端領域と配列レベルで関連しているが、ヌクレアーゼドメインの残基は存在していない。ERCC1とXPFにはどちらもC末端に、DNAを結合するヘリックス-ヘアピン-ヘリックス（HhH）ドメインが存在する。

## 構造特異的ヌクレアーゼ

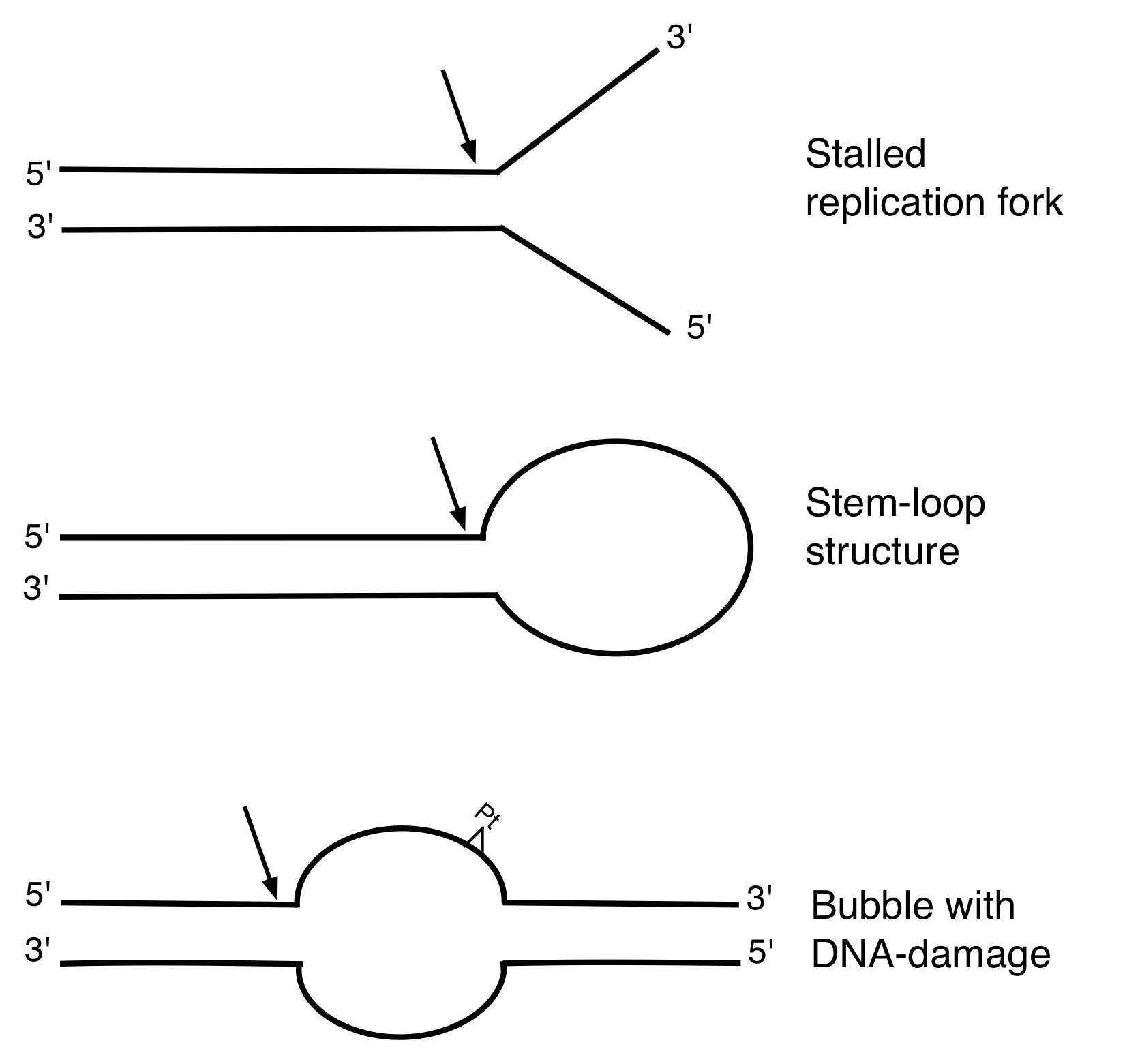
ERCC1-XPFヌクレアーゼの基質となるDNA構造

ERCC1-XPF複合体は構造特異的エンドヌクレアーゼである。ERCC1-XPFは一本鎖のみまたは二本鎖のみからなるDNAに対する切断活性は持たないが、二本鎖DNAと一本鎖DNAの接合部のDNAホスホジエステル骨格を特異的に切断する。切断が導入されるのは、こうした接合部の5'側、約2ヌクレオチド離れた位置の二本鎖DNAである。この構造特異性は、ERCC1-XPFの酵母オルソログであるRAD10-RAD1で初めて示された。
ERCC1とXPFのC末端領域に位置する疎水的なHhHモチーフは、互いに相互作用して両者の二量体化を促進する。二量体化していない場合、触媒活性を示すことはない。触媒ドメインはXPF内に存在し、ERCC1自体が触媒活性を持つわけではないが、ERCC1は複合体の活性に必要不可欠である。
ERCC1-XPFのDNAへの結合に関しては、関連するタンパク質断片の原子分解能構造に基づいて、いくつかのモデルが提唱されている。DNAへの結合はERCC1とXPFのHhHドメインによって媒介され、これらのドメインによってヘテロ二量体は接合部に配置されていると考えられている。

### ヌクレオチド除去修復
ヌクレオチド除去修復（NER）時には、いくつかのタンパク質複合体が協調的に損傷DNAを認識し、損傷部位の両側の短い範囲のDNAらせんを局所的に開く。ERCC-XPFヌクレアーゼは損傷DNA鎖の損傷部位の5'側に切り込みを入れる。ERCC1はNERの過程ではXPAと相互作用し、DNAやタンパク質との協調的な相互作用を行う。

### DNA二本鎖切断修復
ERCC1-XPFに変異を有する哺乳類細胞は正常細胞と比較して、DNA二本鎖切断を引き起こす因子（電離放射線など）に対する感受性がある程度高くなる。相同組換え修復と非相同末端結合の双方がERCC-XPF1の機能に依存しており、どちらの二本鎖切断修復経路においてもERCC1-XPFの活性は再結合前のDNA末端からの非相同な3'一本鎖テールの除去と関係している。相同組換えにおいては、この活性は一本鎖アニーリング（single-strand annealing、SSA）経路で必要とされる。3'末端の一本鎖テールのトリミングは非相同末端結合経路においても必要であり、この経路においてはKuタンパク質の活性に依存している。相同組換えを利用したDNAの組み込みは遺伝子操作の重要な技術であるが、ホスト細胞のERCC-XPFの機能に依存している。

### DNA鎖間架橋の修復
ERCC1もしくはXPFに変異を有する哺乳類細胞は、DNA鎖間の架橋を引き起こす因子に対する感受性が特に高い。鎖間架橋はDNA複製の進行を遮断し、遮断されたDNA複製フォーク部分の構造がERCC-XPFによる切断の基質となる。DNAの一方の鎖の架橋の両側に切り込みを入れて架橋を外すことで、修復が開始されている可能性がある。他に、鎖間架橋付近のDNAに二本鎖切断が導入され、その後の相同組換え修復にERCC1-XPFが関与している可能性もある。ERCC1-XPFは鎖間架橋の修復に関与する唯一のヌクレアーゼではないものの、細胞周期のいくつかの段階で鎖間架橋の修復に必要とされる。

## 臨床的意義

### COFS症候群
COFS症候群の原因となる、ERCC1の重度不活化変異を有する患者が報告されている。COFS症候群は劣性遺伝希少疾患であり、患者では急速な神経機能の低下が生じ、老化の加速の徴候がみられる。こうした不活化変異の中で最も重篤なものはERCC1のHhHドメインのF231L変異であり、F231はXPFとの相互作用面に位置する。この単一変異はERCC1-XPF複合体の安定性に極めて重要であることが示されている。このフェニルアラニン残基はXPFの重要なフェニルアラニン残基（F894）の収容を補助しており、F231L変異によって収容機能が妨げられる。その結果、F894は相互作用面から突出し、変異型複合体は野生型と比較して迅速に解離する。こうした変異を抱える患者の生存期間は多くの場合1–2年前後である。

### コケイン症候群
CS20LOという記号がつけられたコケイン症候群II型患者では、ERCC1のエクソン7にホモ接合型変異が存在し、F231L変異タンパク質が産生される。

### 化学療法における重要性
白金化学療法薬に対する抵抗性機構の1つはERCC1活性の高さと相関しているため、ERCC1活性の測定はがん臨床医学において有用である可能性がある。ヌクレオチド除去修復（NER）は、腫瘍DNAから白金-DNA付加体を除去する主要なDNA修復機構である。ERCC1はNER機構に共通した最終経路の重要な部分を担っているため、ERCC1の活性レベルは一般的なNERのスループットのマーカーとなる可能性がある。こうしたマーカーとしての利用は、胃がん、卵巣がん、膀胱がんで提唱されている。非小細胞肺がん（NSCLC）では、腫瘍の外科的除去後にそれ以上の治療を行わなかった場合には、ERCC1陰性よりも陽性の方が生存率が高い。そのため、ERCC1の陽性度は治療を行わなかった場合に病気がどのように進行するかを示す、予後良好のマーカーとなる。一方ERCC1陽性NSCLCは白金製剤による補助療法による利益は得られないが、ERCC1陰性NSCLCは治療を行わなかった場合の予後は悪いものの、シスプラチンを用いた化学療法によって大きな利益を得ることができる。そのため、ERCC1の高さは特定の種類の治療に対してどのように応答するかを示す、負の予測マーカーとなる。大腸がんでは、オキサリプラチンによる治療に対する予測マーカーとしてのERCC1の有用性は臨床試験では示されなかった。そのため、欧州臨床腫瘍学会（ESMO）は、日常的なオキサリプラチンの使用前のERCC1検査を推奨していない。
ヒトではERCC1の遺伝子型判定によってコドン118に大きな多型がみられることが示されている。こうした多型は、白金やマイトマイシンによる損傷の効果の差異を生み出している可能性がある。

### がんにおける欠乏
ERCC1タンパク質の発現は大腸がんの84%から100%で低下しているか欠如しており、ERCC1の低発現はオキサリプラチン治療患者の予後の悪さを関係していることが報告されている。ERCC1のプロモーターは神経膠腫の38%でメチル化されており、mRNAやタンパク質の発現の低下が引き起こされている。ERCC1のプロモーターはタンパク質コード領域の5 kb上流に位置している。ERCC1タンパク質発現の欠乏は結腸における発がんの初期イベントであるようであり、ERCC1は結腸腺腫の両側10 cm以内（がんが発生しやすい発がん素地）に位置する陰窩の40%で発現が欠損している。
カドミウムとその化合物はヒトの発がん性物質となることがよく知られている。カドミウムによる悪性形質転換時には、ERCC1やMSH2、XRCC1、OGG1のプロモーター領域は高度にメチル化されており、これらDNA修復遺伝子のmRNAやタンパク質は次第に減少する。カドミウムによる形質転換時にはDNA損傷も増加する。散発性がん進行時のERCC1タンパク質発現の減少は、変異によるものである可能性は低い。DNA修復遺伝子の生殖細胞系列（家族性）変異はがんの高リスクの原因となるが、ERCC1を含むDNA修復遺伝子の体細胞変異は散発性（非家族性）のがんでは低頻度でしか生じていない。
ERCC1のタンパク質レベルの制御は翻訳段階で行われている。ERCC1のmRNAには野生型配列に加えて3つのスプライスバリアントが存在する。また、ERCC1のmRNAには野生型と3つの代替的転写開始部位が見つかっている。全体的なmRNAの転写、選択的スプライシング、転写開始部位の利用のいずれもERCC1のタンパク質濃度とは相関していない。HIVの感染時には、miRNAによるERCC1の翻訳段階での制御が行われていることが示されている。HIVにコードされているTAR miRNAは、ERCC1タンパク質の発現をダウンレギュレーションする。TAR miRNAはERCC1 mRNAの転写は許容するが、P-bodyで作用してタンパク質への翻訳を妨げる。P-bodyはmiRNAと相互作用して標的mRNAの翻訳を抑制したり、分解を開始したりする細胞質顆粒である。
また、乳がん細胞株ではmiRNAのプロモーターの約1/3（55/167）が異常なメチル化（エピジェネティックな抑制）の標的となっている。乳がん自体では、特にlet-7a-3/let-7b miRNAのメチル化が見つっている。このことはlet-7a-3/let-7bがエピジェネティックに抑制されることを示している。let-7aの抑制は、HMGA2遺伝子が関与する中間段階を介してERCC1の発現を抑制する。let-7a miRNAは通常はHMGA2遺伝子を抑制しており、正常な成体組織にはHMGA2タンパク質はほとんど存在していない。HMGAタンパク質はクロマチン構造転写因子であり、さまざまな遺伝子の転写を正にも負にも調節する。HMGAは直接的な転写活性化能を示すわけではないが、DNAの局所構造を変化させることで遺伝子の発現を調節する。調節はDNAのATリッチ領域への結合、またはいくつかの転写因子との直接的な相互作用によって行われる。HMGA2はERCC1遺伝子を標的としてクロマチン構造を変化させ、その発現を低下させる。let-7a miRNAのプロモーター領域の高メチル化はlet-7aの発現を低下させ、HMGA2の過剰発現を可能にする。そしてHMGA2の過剰発現はERCC1の発現を低下させる。

## 老化の加速
DNA修復が不十分なErcc1変異マウスでは老化の加速の特徴が多くみられ、寿命も短い。変異マウスでの老化の加速にはさまざまな器官が関与している。Ercc1変異マウスは、転写共役修復などいくつかのDNA修復過程が不十分となる。その結果、転写を遮断するようなDNA損傷後の鋳型DNA鎖からのRNA合成の再開が妨げられる。こうした転写の遮断が早老を促進しているようであり、神経系、肝臓、腎臓などで特に顕著となる。
Ercc1変異マウスに対して食餌制限が行われた場合、その応答は野生型マウスに対する食餌制限の良好な応答ときわめて類似したものとなる。食餌制限によって、Ercc1変異マウスの寿命はオスでは10週から35週へ、メスでは13週から39週へ伸びる。Ercc1変異マウスでは、食餌制限は老化を遅らせるだけでなく、ゲノム全体へのDNA損傷の蓄積を低下させて転写アウトプットを維持することで、細胞生存の改善に寄与しているようである。

## 精子形成と卵形成
Ercc1欠損マウスはオスとメスの双方が不妊となる。Ercc1のDNA修復機能は、オスとメスの双方において、生殖細胞の成熟の全ての段階に必要とされるようである。Ercc1欠損マウスの精巣ではDNA中の8-オキソグアニン量が増加していることから、Ercc1がDNAの酸化損傷の除去に関与していることが示唆される。

## 関連文献
- “ERCC1 as a risk stratifier in platinum-based chemotherapy for nonsmall-cell lung cancer”. Current Opinion in Pulmonary Medicine 13 (4):  284–9. (July 2007). doi:10.1097/MCP.0b013e32816b5c63. PMID 17534174.
- “Molecular characterization of the human excision repair gene ERCC-1: cDNA cloning and amino acid homology with the yeast DNA repair gene RAD10”. Cell 44 (6):  913–23. (March 1986). doi:10.1016/0092-8674(86)90014-0. hdl:1765/2990. PMID 2420469.
- “Conserved pattern of antisense overlapping transcription in the homologous human ERCC-1 and yeast RAD10 DNA repair gene regions”. Molecular and Cellular Biology 9 (4):  1794–8. (April 1989). doi:10.1128/MCB.9.4.1794. PMC 362600. PMID 2471070.
- “Characterization of genes and proteins involved in excision repair of human cells”. Journal of Cell Science. Supplement 6:  111–25. (1987). doi:10.1242/jcs.1984.Supplement_6.7. PMID 2821019.
- “Identification of DNA repair genes in the human genome”. Cold Spring Harbor Symposia on Quantitative Biology 51 Pt 1 (1):  91–101. (1987). doi:10.1101/sqb.1986.051.01.012. hdl:1765/2992. PMID 3034490.
- “Evolution and mutagenesis of the mammalian excision repair gene ERCC-1”. Nucleic Acids Research 16 (12):  5305–22. (June 1988). doi:10.1093/nar/16.12.5305. PMC 336769. PMID 3290851.
- “Enhancement of damage-specific DNA binding of XPA by interaction with the ERCC1 DNA repair protein”. Biochemical and Biophysical Research Communications 211 (3):  960–6. (June 1995). doi:10.1006/bbrc.1995.1905. hdl:1765/60251. PMID 7598728.
- “Specific association between the human DNA repair proteins XPA and ERCC1”. Proceedings of the National Academy of Sciences of the United States of America 91 (11):  5012–6. (May 1994). Bibcode: 1994PNAS...91.5012L. doi:10.1073/pnas.91.11.5012. PMC 43920. PMID 8197174.
- “Formation of a ternary complex by human XPA, ERCC1, and ERCC4(XPF) excision repair proteins”. Proceedings of the National Academy of Sciences of the United States of America 91 (11):  5017–21. (May 1994). Bibcode: 1994PNAS...91.5017P. doi:10.1073/pnas.91.11.5017. PMC 43921. PMID 8197175.
- “Mice with DNA repair gene (ERCC-1) deficiency have elevated levels of p53, liver nuclear abnormalities and die before weaning”. Nature Genetics 5 (3):  217–24. (November 1993). doi:10.1038/ng1193-217. PMID 8275084.
- “Fluorescence in situ hybridization mapping of human chromosome 19: cytogenetic band location of 540 cosmids and 70 genes or DNA markers”. Genomics 15 (1):  133–45. (January 1993). doi:10.1006/geno.1993.1021. PMID 8432525.
- “A nucleotide polymorphism in ERCC1 in human ovarian cancer cell lines and tumor tissues”. Mutation Research 382 (1–2):  13–20. (September 1997). doi:10.1016/s1383-5726(97)00004-6. PMID 9360634.
- “ERCC1 mutations in UV-sensitive Chinese hamster ovary (CHO) cell lines”. Mutation Research 407 (3):  269–76. (June 1998). doi:10.1016/s0921-8777(98)00013-5. PMID 9653453.
- “Mapping of interaction domains between human repair proteins ERCC1 and XPF”. Nucleic Acids Research 26 (18):  4146–52. (September 1998). doi:10.1093/nar/26.18.4146. PMC 147836. PMID 9722633.
- “Analysis of mutations at the DNA repair genes in acute childhood leukaemia”. British Journal of Haematology 103 (2):  462–6. (November 1998). doi:10.1046/j.1365-2141.1998.00973.x. PMID 9827920.
- “Action of DNA repair endonuclease ERCC1/XPF in living cells”. Science 284 (5416):  958–61. (May 1999). Bibcode: 1999Sci...284..958H. doi:10.1126/science.284.5416.958. PMID 10320375.
- “Expression in normal human tissues of five nucleotide excision repair genes measured simultaneously by multiplex reverse transcription-polymerase chain reaction”. Cancer Epidemiology, Biomarkers & Prevention 8 (9):  801–7. (September 1999). PMID 10498399.
- “An ERCC1 splicing variant involving the 5'-UTR of the mRNA may have a transcriptional modulatory function”. Oncogene 20 (52):  7694–8. (November 2001). doi:10.1038/sj.onc.1204977. PMID 11753647.
- “Lactacystin enhances cisplatin sensitivity in resistant human ovarian cancer cell lines via inhibition of DNA repair and ERCC-1 expression”. Cellular and Molecular Biology 47 Online Pub:  OL61-72. (2002). PMID 11936875.